# Las brujas de San Millán
Las brujas de San Millán es una obra realizada en 1907 por el pintor Ignacio Zuloaga en Segovia. El cuadro refleja la España Negra, con extremo realismo. En 1908 se exhibió en París, en la Societé National local, y en 1909 en Nueva York. Las personas que aparecen en el cuadro eran las criadas de su tío, Daniel Zuloaga. San Millán es un barrio del centro de la ciudad de Segovia; a principios del siglo XX, aunque estaba cerca del centro, era una zona pobre y degradada. Sin duda, durante su estancia en el barrio el pintor pudo observar los grupos de ancianas enlutadas que, semiocultas con sus sayos, acudían a diario a la iglesia homónima, un templo románico del siglo XII. A su aspecto un tanto siniestro, probablemente se deba el título de la obra. A través de ese ambiente, Zuloaga quiso mostrar el alma de Castilla.
En los últimos años del siglo XIX, el pintor adoptó un realismo duro y seco, de raíces goyescas, al margen de las vanguardias que estaban floreciendo. Ese realismo claroscurista y trágico de Zuloaga, Regoyos o Solana fue llamado de la España Negra, en oposición a la contemporánea España Blanca, también costumbrista pero luminosa, de Sorolla, Rusiñol o Casas.
El cosmopolitismo y éxito en el extranjero de Zuloaga contribuyó a la difusión de esa imagen un tanto estereotipada de España en el exterior, lo que le hizo sufrir fuertes críticas y acusaciones de dañar la imagen del país al mostrarlo como una nación atrasada, pobre y supersticiosa.

## Descripción
En el cuadro se pueden ver seis mujeres ancianas. La composición está dispuesta en forma de triángulo, como era habitual en las obras del pintor. El oscuro paisaje detrás es casi invisible; a pesar de su tenebrismo los rostros de las mujeres están iluminados, destacando sobre las vestimentas oscuras y casi indistintas y aportando verismo a los objetos que portan: un huso, un farol de latón, un cesto de mimbre, un bastón curvo. Solo la anciana de cabello blanco justo en el centro rompe la privacidad de los dos corrillos, al mirar al espectador, que así percibe que su presencia ha sido notada. Como es típico de Zuloaga, se trata de auténticos retratos a tamaño natural sobre típicos fondos meseteños, plasmados mediante un claroscuro con ecos en el barroco español.